# Anh Bố
Anh Bố (chữ Hán: 英布; ?-196 TCN), hay còn gọi là Kình Bố, là vua chư hầu thời Hán Sở và đầu thời nhà Hán trong lịch sử Trung Quốc. Ông tham gia cuộc chiến lật đổ sự thống trị của nhà Tần và cuộc chiến tranh Hán Sở.

## Thời trẻ
Anh Bố vốn là người huyện Lục thuộc quận Cửu Giang. Thời nhà Tần, ông là người áo vải nhà nghèo. Khi ông còn nhỏ, có người xem tướng ông và cho rằng, Anh Bố sẽ bị hình phạt rồi được làm vương.
Khi trưởng thành, Anh Bố bị tội và bị bắt đày đi Ly Sơn. Khi bị bắt, Anh Bố không những không buồn, lại cười hớn hở và cho rằng lời nói của thầy tướng có nghiệm và tin vào tương lại mình sẽ được làm vương. Vì vậy mọi người nghe đều cười nhạo ông.
Do Anh Bố bị hình phạt chạm chữ vào mặt nên mặt ông bị sẹo và bị mọi người gọi là Kình Bố.
Trong thời gian bị đi đày, Anh Bố giao kết với những người cầm đầu trong đám tù bị đày và những người hào kiệt. Được một thời gian, ông cầm đầu những người này bỏ trốn, đến sông Dương Tử làm thành một toán cướp.

## Chống Tần
Tháng 7 năm 209 TCN, Trần Thắng khởi nghĩa chống nhà Tần, tự xưng là Trương Sở vương. Anh Bố nhân đó cùng đồ đảng của mình cũng phản lại nhà Tần để hưởng ứng Trần Thắng.
Ông đến yết kiến Bà quân Ngô Nhuế (trấn trị vùng Bà Dương), được Ngô Nhuế gả con gái cho. Anh Bố tụ tập binh sĩ lên đến mấy nghìn người.
Tháng chạp năm 208 TCN, tướng nhà Tần là Chương Hàm diệt Trần Thắng. Khi Chương Hàm rút đi, bộ tướng của Trần Thắng là Lã Thần chiếm lại đất Trần. Bộ tướng của Chương Hàm mang quân đánh đất Trần, Lã Thần bỏ chạy. Đúng lúc đó Anh Bố mang quân đến liên hợp với quân Lã Thần, cùng nhau tiến về phía Bắc quấy rối hai cánh quân tả và hữu của quân Tần, phá quân Tần ở Thanh Ba rồi đem quân đi về hướng Đông.
Anh Bố tách khỏi quân Lã Thần. Nghe tin Hạng Lương đã bình định được vùng Cối Kê thuộc Giang Đông, Anh Bố bèn vượt qua sông Trường Giang đi về hướng Tây. Ông và Bồ tướng quân đem quân đến theo Hạng Lương. Ông được Hạng Lương cử làm tiên phong, vượt qua sông Hoài đi về hướng Tây, đánh lực lượng ly khai của Tần Gia và Sở giả vương Cảnh Câu, tiêu diệt lực lượng này.
Hạng Lương đến đất Tiết nghe tin Trần Thắng đã chết, bèn lập Sở Hoài Vương. Hạng Lương hiệu là Vũ Tín Quân, Anh Bố hiệu là Đương Dương Quân. Sau đó Hạng Lương bại trận chết ở Định Đào, Anh Bố cùng cháu Hạng Lương là Hạng Vũ mang quân về giữ Bành Thành.
Chương Hàm vây đánh nước Triệu rất gấp, Sở Hoài vương sai Hạng Vũ và Tống Nghĩa đi cứu Triệu, Anh Bố cùng đi với cánh quân này. Vì bất đồng ý kiến, Hạng Vũ giết Tống Nghĩa và được Hoài Vương nhân đấy cho làm Thượng tướng quân. Hạng Vũ sai Anh Bố và Bồ tướng quân vượt sông Hoàng Hà để đánh quân Tần. Dù chỉ có ít quân, Anh Bố vẫn đánh thắng quân Tần mấy lần. Thấy tình hình chiến sự thuận lợi, Hạng Vũ bèn đem tất cả binh sĩ qua Hoàng Hà, đại phá quân Tần. Chương Hàm phải đầu hàng.
Hạng Vũ đem binh vào nước Tần, đến Tân An, vì sợ hàng binh Tần nổi loạn nên sai Anh Bố đang đêm đánh và chôn sống hai mươi vạn binh của Chương Hàm.
Khi đến cửa ải Hàm Cốc thì biết tin Lưu Bang đã vào trước và ngăn quân Hạng Vũ. Hạng Vũ lại sai Anh Bố đi trước theo con đường tắt đánh phá quân ở cửa ải. Cuối cùng quân Hạng Vũ qua ải đi đến Hàm Dương.

## Cửu Giang vương
Hạng Vũ tự xưng Tây Sở Bá vương, phong các tướng làm chư hầu, trong đó Anh Bố làm Cửu Giang Vương, đóng đô ở đất Lục.
Tháng tư năm 206 TCN, chư hầu bãi binh trở về nước. Hạng Vũ tôn Sở Hoài Vương làm Nghĩa Đế, dời đô đến Trường Sa và ngầm ra lệnh cho Cửu Giang Vương Anh Bố đánh Nghĩa Đế trên đường đi. Tháng tám năm ấy, Anh Bố sai tướng đón đánh Nghĩa Đế, đuổi theo Nghĩa Đế và giết chết ở Sâm huyện.
Năm 205 TCN, vua Tề là Điền Vinh làm phản, Hạng Vương đi đánh nước Tề, sai người triệu tập Cửu Giang Vương đem binh đến giúp. Anh Bố cáo bệnh không đến, sai viên tướng đem mấy ngàn quân đi.
Nhân lúc Hạng vương sa lầy ở Tề, Hán vương Lưu Bang mang quân đánh từ Hán Trung về phía đông, thu phục nhiều nước chư hầu và tiến vào kinh đô Tây Sở là Bành Thành. Hạng vương mang 3 vạn quân từ Tề về đánh Hán, và lệnh cho Anh Bố cùng tiếp ứng để diệt Hán vương. Quân Hán bị Hạng vương đánh cho đại bại ở Bành Thành nhưng Anh Bố lại cáo bệnh không mang quân phối hợp giúp Sở Bá vương. Vì vậy Hạng Vương giận Anh Bố, mấy lần sai sứ giả đến trách ông và triệu tập ông đến. Anh Bố càng sợ không dám đến.
Hạng Vương bấy giờ phía Bắc đang lo về các nước Tề, Triệu; phía Tây lo về Hán, chư hầu đi theo chỉ còn một mình Cửu Giang Vương. Hạng Vương lại quý tài năng của ông nên muốn hậu đãi, vì vậy chưa đánh Cửu Giang.

## Theo Hán
Năm 204 TCN, Hán Vương sai mưu sĩ Tùy Hà đi Cửu Giang dụ Anh Bố theo Hán. Nghe lời dụ của Tùy Hà, Anh Bố đồng ý theo Hán phản Sở nhưng chưa dám tiết lộ. Lúc đó sứ giả của Sở cũng đang ở Cửu Giang, giục Anh Bố đem binh giúp Sở, còn nghỉ ở tại trạm xá. Tùy Hà đi thẳng vào ngồi ở trên ghế sứ giả nước Sở và nói:
Cửu Giang Vương đã theo Hán, Sở còn muốn bảo ông ta đem quân đi thế nào được?
Anh Bố hoảng sợ, sứ giả nước Sở đứng dậy. Tùy Hà nhân giục Anh Bố giết sứ nước Sở. Anh Bố làm theo, rồi mang quân theo Hán.
Hạng vương nghe tin Anh Bố phản Sở, bèn sai Hạng Thanh, Long Thư đánh Cửu Giang, còn Hạng Vương ở lại Tề đánh Hạ Ấp. Sau mấy tháng, Anh Bố bị Long Thư đánh bại. Anh Bố muốn đem quân bỏ chạy về với Hán Vương, nhưng sợ Hạng vương chặn đường giết, nên lẻn đi cùng đường với Tùy Hà. Hán vương dùng bổng lộc hậu đãi nên Anh Bố rất mãn nguyện.
Anh Bố sai người vào Cửu Giang dẫn dụ những người cùng cánh theo Hán. Lúc đó Hạng vương đã sai Hạng Bá thu binh sĩ Cửu Giang, giết tất cả vợ con ông, rồi cử Chu Ân giữ Cửu Giang. Tuy vậy, sứ giả ông vẫn thu thập được những người quen biết cũ và những bầy tôi trước kia được tin cậy, đem mấy nghìn người quay về với Hán. Hán Vương cho ông thêm quân và cùng ông đi về hướng Bắc đến Thành Cao.
Tháng bảy năm 203 TCN, Hán Vương lập Anh Bố làm Hoài Nam Vương. Ông sai người vào Cửu Giang lấy được mấy huyện.
Năm 202 TCN, Anh Bố và Lưu Giả vào Cửu Giang dụ đại tư mã của Sở là Chu Ân. Chu Ân phản lại Sở, đem quân của Cửu Giang cùng Hán đánh quân Sở trong trận quyết định ở Cai Hạ. Hạng Vũ bị tiêu diệt.
Do góp công diệt Sở, Anh Bố được phong làm Hoài Nam Vương, đóng đô ở Lục. Các quận Cửu Giang, Lư Giang, Hành Sơn, Dự Chương đều thuộc quyền kiểm soát của ông.

## Phản Hán
Hàng năm, Hoài Nam vương vẫn đến chầu Hán Cao Đế ở kinh đô. Năm 196 TCN, Lã Hậu giết danh tướng Hàn Tín. Anh Bố nghe tin, trong lòng lo sợ. Chỉ vài tháng sau, Hán Cao Đế lại giết Lương Vương Bành Việt, muối thịt rồi phân phát cho tất cả chư hầu. Khi người đem thịt muối đến Hoài Nam thì ông đang đi săn. Hoài Nam Vương thấy thịt muối thì sợ quá, sai bộ hạ tập hợp binh sĩ để cố thủ.
Đúng lúc đó người thiếp Anh Bố yêu quý mắc bệnh, xin đến nhà thầy thuốc điều trị. Nhà thầy thuốc đối diện với nhà quan trung đại phu Bồn Hách. Người thiếp mấy lần đến nhà thầy thuốc, Bồn Hách thân hành theo hầu. Bồn Hách tặng nhiều lễ vật và cùng người thiếp ăn uống ở nhà thầy thuốc. Khi về nhà, người thiếp thường khen ngợi Bồn Hách là người trung hậu. Anh Bố nổi giận, nghi ngờ người thiếp của mình tư thông với Bồn Hách.
Bồn Hách sợ hãi cáo bệnh không đến gặp Anh Bố. Ông muốn bắt Hách. Hách bèn lấy cớ có việc biến cố lên xe trạm đi Trường An. Anh Bố sai người đuổi theo nhưng không kịp. Bồn Hách đến Trường An báo với Hán Cao Tổ rằng Anh Bố có ý định làm phản. Lưu Bang theo kế của Tiêu Hà, chưa vội tin Bồn Hách mà sai sứ đi Hoài Nam dò xét.
Hoài Nam Vương Anh Bố thấy Hách bỏ trốn, sau đó lại thấy sứ giả nhà Hán đến có vẻ dò xét mình, bèn giết cả nhà Bồn Hách và cất quân làm phản.
Hạ Hầu Anh mang người khách là Tiết Công đến gặp Lưu Bang hiến kế. Tiết công khẳng định rằng Anh Bố sẽ làm theo hạ sách là phía Đông lấy Ngô, phía Tây lấy Hạ Thái, chú trọng về phía đất Việt, tự mình về Trường Sa; như vậy Anh Bố sẽ thất bại. Tiết công lý giải việc Anh Bố chọn hạ sách vì ông không có tầm nhìn xa, tính toán nông cạn.
Đúng như Tiết Công đã trù tính, Anh Bố phía Đông đánh đất Kinh. Kinh Vương Lưu Giả bỏ chạy, chết ở Phù Lăng. Anh Bố thu tất cả binh của đất Kinh, vượt qua sông Hoài đánh Sở. Sở vương Lưu Giao đem binh đánh nhau với Anh Bố, đánh ở giữa huyện Từ và huyện Đông. Tướng Sở chia làm ba đạo quân, muốn để cứu lẫn nhau.
Anh Bố dồn binh lực đánh tan một cánh quân. Quân Sở chiến đấu ở trong nước, dễ nhớ nhà, hai cánh quân kia đều bỏ chạy toán loạn. Anh Bố mang quân đánh về hướng tây. Ông cho rằng Lưu Bang đã già, ngại việc binh, sẽ sai tướng khác đi thay. Nhưng Lưu Bang đích thân cầm quân ra trận. Hai bên gặp nhau ở đất Tụy.
Quân của Anh Bố vốn là quân đất Sở từng theo Hạng Vũ, rất tinh nhuệ. Lưu Bang xây thành lũy tại Dung Thành để cố thủ, trông thấy quân của Bố dàn trận như quân của Hạng Vũ nên rất căm ghét. Hai bên dàn quân ác chiến. Anh Bố thua trận, bỏ chạy, vượt qua sông Hoài.
Mấy lần Anh Bố dừng lại đánh nhưng đều bị quân Hán đánh bại. Ông chỉ còn hơn trăm người chạy đến Giang Nam.
Anh Bố vốn là con rể Trường Sa vương Ngô Nhuế nên con Ngô Nhuế là Trường Sa vương Ngô Thần sai người giả vờ cùng chạy trốn với Anh Bố và dụ ông chạy vào đất Việt. Anh Bố tin theo, chạy vào Phiên Dương. Khi Anh Bố vào nghỉ trong một ngôi nhà ở đồng quê, người Phiên Dương giết chết ông.
Lưu Bang lập hoàng tử thứ 7 là Lưu Trường làm Hoài Nam Vương, phong Bồn Hách làm Kỳ Tư Hầu.
Anh Bố theo Hạng Vũ được 4 năm, theo Lưu Bang được 9 năm, chết năm 195 TCN, không rõ bao nhiêu tuổi.